# Grand Slam
 For alternative betydninger, se Grand Slam (flertydig). (Se også artikler, som begynder med Grand Slam)
Grand Slam-turneringerne er inden for tennis en fællesbetegnelse for de fire turneringer Australian Open, French Open, Wimbledon og US Open. Disse fire turneringer anses for de vigtigste tennisturneringer, og de har også de højeste pengepræmier og giver de fleste ranglistepoint. Titlerne kaldes Grand Slam-titler.
At vinde en Grand Slam betyder, at en enkelt spiller inden for et enkelt kalenderår vinder alle fire Grand Slam-turneringer. Dette kan også ske som double-spiller med forskellige partnere.

## Historie
Anvendelsen af betegnelsen Grand Slam om tennis skete første gang i 1933 af den amerikanske journalist John Kieran. Han beskrev Jack Crawfords forsøg på at vinde alle fire titler det år ved at sammenligne det med at tage en grand slam i bridge.[kilde mangler] Kieran havde udvalgt disse fire titler som de største i tennis, fordi de på det tidspunkt var de væsentligste internationaler mesterskaber, der blev afholdt i de eneste fire lande, der havde vundet Davis Cup. Det lykkedes ikke for Crawford at opnå en Grand Slam det år, for han tabte i finalen i US Championships til Fred Perry. Først i 1938 lykkedes det for Don Budge som den første at opnå en Grand Slam.
Første gang betegnelsen Grand Slam blev anvendt inden for sport var i da Bobby Jones vandt de fire største golfbegivenheder i 1930: The Open Championship, US Open Championship, US Amateur Golf Championship og The (British) Amateur Championship. Da Jones vandt alle disse fire majors, søgte sportens verden efter måder at beskrive størrelsen af denne bedrift. Indtil dette tidspunkt var der ingen betegnelser for at beskrive en sådan præstation, fordi ingen havde troet det muligt.[kilde mangler] O.B. Keeler fra Atlanta Journal døbte det "Grand Slam," en betegnelse lånt fra bridge.[kilde mangler] Se mere i artiklen om Grand Slam inden for golf.

## Vindere
De fire turneringer spilles på forskellige underlag, hvilket gør det svært at vinde alle fire, og endnu sværere når det skal være inden for samme kalenderår, og derfor har kun meget få spillere vundet en Golden Grand Slam. Siden de fire turneringer begyndte at blive spillet på forskellige underlag, har kun to herrespillere vundet alle fire turneringer i løbet af deres karriere, nemlig Andre Agassi og Roger Federer.[kilde mangler] De vandt dog ikke turneringerne inden for et kalenderår, men kun lige akkurat inden for et årti. At vinde alle fire Grand Slam-turneringer i løbet af sin karriere (men ikke inden for ét kalenderår) kaldes en Career Grand Slam.
Hos damerne er det ironisk nok Agassis senere kone, Steffi Graf, der senest har lavet en Golden Grand Slam. Det gjorde hun i 1988, hvor hun også vandt de Olympiske Lege i Seoul. Det kalder man også en Golden Slam, altså fire Grand Slam-turneringer og et OL inden for samme år. Det kan selvfølgelig kun udføres hvert fjerde år.

### Grand Slam
Herresingle
- Don Budge (1938)
- Rod Laver (1962, 1969)

Damesingle
- Maureen Connolly (1953)
- Margaret Smith Court (1970)
- Steffi Graf (1988) (der også vandt olympisk guld og dermed en Golden Slam)

Juniorsingle
- Stefan Edberg (1983)

Herredouble
- Frank Sedgman & Ken McGregor (1951)

Damedouble
- Margaret Smith & Ken Fletcher (1963)
- Martina Navratilova & Pam Shriver (1984)

Derudover har tre spillere vundet alle fire Grand Slam-titler i double men med to forskellige partnere:
- Maria Bueno (1960), med Christine Truman (i Australian Open) og Darlene Hard.
- Owen Davidson (1967), med Lesley Turner (i Australian Open) og Billie Jean King.
- Martina Hingis (1998), med Mirjana Lucic (i Australian Open) og Jana Novotna.

En enkelt spiller har vundet alle fire Grand Slam-titler i double med tre forskellige partnere:
- Margaret Smith (1965), med John Newcombe, Ken Fletcher og Fred Stolle.

### Fire Grand Slam-titler i træk
Det internationale tennisforbund (ITF) definerede på et tidspunkt Grand Slam som sejre i fire Grand Slam-turneringer i træk (også selvom det skete gennem et årsskifte), således at Grand Slam-betegnelsen gik på at en spiller var regerende mester i alle fire turneringer på samme tid.
Efter at Martina Navratilova vandt fire Grand Slam-turneringer i træk, og således var regerende mester i dem alle fire, blev hun tildelt en Grand Slam-bonus på $1,000,000 af ITF. To andre spillere – Steffi Graf og Serena Williams – har også fuldført en Grand Slam efter ITF's definition.
Vindere af alle fire Grand Slam-turneringer i træk (men ikke inden for et kalenderår):
Single
- Martina Navratilova (1983-84) – seks sejre i træk.
  - Wimbledon, US Open og Australian Open i 1983, French Open, Wimbledon og US Open i 1984.
- Steffi Graf (1993-94). Graf vandt også en "ægte" Grand Slam i 1988.
- Serena Williams (2002-03).
- Novak Djokovic (2015-16: Wimbledon i 2015 og French Open i 2016)

Double
- Gigi Fernandez & Natasha Zvereva (1992-93) (seks titler i træk fra French Open 1992 til Wimbledon 1993).

### Career Grand Slam
Sejre i alle fire Grand Slam-turneringer på et eller andet tidspunkt i løbet af en spillers karriere kaldes en "Career Grand Slam." 
Herresingle
- Fred Perry (1933-34-35)
- Roy Emerson (1961-63-64)
- Andre Agassi (1992-94-95-99)
- Roger Federer (2004, 2006, 2007, 2009)
- Rafael Nadal (French Open 2005, Wimbledon 2008, Australia Open 2009, US Open 2010
  - Nadal har også vundet en Gylden Career Grand Slam, da han vandt single-turneringen ved OL i Beijing 2008.
- Novak Djokovic (Australian Open 2008, Wimbledon 2011, US Open 2011, French Open 2016)

Det er bemærkelsesværdigt, at det ikke lykkedes for flere dominerende spillere i deres respektive tidsalder at vinde en Career Grand Slam, fordi de manglede at vinde en enkelt turnering: John Newcombe, Jimmy Connors, Boris Becker, Stefan Edberg og Pete Sampras vandt aldrig French Open, mens Ken Rosewall, Ivan Lendl og Mats Wilander aldrig vandt Wimbledon. Bjørn Borg vandt aldrig US Open
Damesingle
- Doris Hart (1949-50-51-54)
- Shirley Fry (1951-56-57)
- Billie Jean King (1966-67-68-72)
- Chris Evert (1974-75-82)

Double
- Todd Woodbridge & Mark Woodforde (1992-93-95-2000)
- Jacco Eltingh & Paul Haarhuis (1994-95-98)
- Serena Williams & Venus Williams (1999-2000-01)

Spillere med Career Grand Slam i double (med forskellige partnere):
- Shirley Fry (1950-51-57)
- Roy Emerson (1959-60-62)
- John Fitzgerald (1982-84-86-89)
- Anders Järryd (1983-87-89)
- Helena Sukova (1989-90-93)
- Jana Novotna (1989-90-94)
- Jonas Björkman (1998-2002-03-05)
- Mate Pavić (2018-20-21-24)

Mixeddouble
- Frank Sedgman (1949-51)
- Billie Jean King (1967-68)
- Martina Navratilova (1974-85-2003)
- Todd Woodbridge (1990-92-93-94)
- Daniela Hantuchova (2001-02-05)

### Career "Boxed Set"
Tre spillere har opnået at vinde det såkaldte "Boxed Set" – alle fire Grand Slam-titler i både single, double og mixeddouble – i løbet af deres karriere:
- Doris Hart
- Margaret Smith Court
- Martina Navratilova

## Golden Slam
Golden Slam (eller Golden Grand Slam) betyder sejre i de fire Grand Slam-turneringen samt i de Olympiske Lege inden for et kalenderår. Der har kun været meget få muligheder for at opnå dette, ikke kun fordi Sommer-OL kun afholdes hvert fjerde år, men også fordi tennis ikke var på OL-programmet mellem 1924 og 1988.
Indtil nu er en Golden Slam kun blevet opnået én gang:
- Steffi Graf (1988)

### Career Golden Slam
En Career Golden Slam er sejre i OL samt de fire Grand Slam-turneringer i løbet af en spillers karriere.
Herresingle
- Andre Agassi (1992-94-95-96-99)

Damedouble
- Serena Williams & Venus Williams (1999-2000-01)
- Gigi Fernandez vandt OL 1996 med Mary Joe Fernandez og de fire Grand Slam-turneringer med Natasha Zvereva

## Small Slam
Spillere der har vundet tre af de fire Grand Slam-turneringer i løbet af et kalenderår, siges sommetider at have vundet en small slam. Det er lykkedes for adskillige spillere:
Herresingle
- Jack Crawford (1933)
- Fred Perry (1934)
- Tony Trabert (1955)
- Lew Hoad (1956)
- Ashley Cooper (1958)
- Roy Emerson (1964)
- Jimmy Connors (1974)
- Mats Wilander (1988)

Juniorsingle
- Gaël Monfils (2004)

Damesingle
- Helen Wills Moody (1928, 1929)
- Margaret Smith Court (1962, 1965, 1969, 1973) – Grand Slam i 1970
- Billie Jean King (1972)
- Martina Navratilova (1983, 1984)
- Steffi Graf (1989, 1993, 1995, 1996) – Grand Slam i 1988
- Monica Seles (1991, 1992)
- Martina Hingis (1997)
- Serena Williams (2002, 2015)